# سنترویل، شهرستان فاکنر، آرکانزاس
سنترویل (به انگلیسی: Centerville) یک منطقهٔ مسکونی در ایالات متحده آمریکا است که در شهرستان فاکنر، آرکانزاس واقع شده‌است. سنترویل ۱۴۳٫۸۷ متر بالاتر از سطح دریا واقع شده‌است.